# Ghiacciaio Walter
Il ghiacciaio Walter è un ghiacciaio situato sull'isola Alessandro I, al largo della costa della Terra di Palmer, in Antartide. Il ghiacciaio si trova in particolare sulla costa nord-orientale dell'isola, a nord del monte Cupola, dove fluisce verso est-nord-est per poi unire il suo flusso a quello del ghiacciaio Moran.

## Storia
Il ghiacciaio Walter è stato mappato sulla base di fotografie aeree scattate durante la spedizione antartica di ricerca comandata da Finn Rønne, svoltasi nel 1947-48, ed è stato in seguito risorvolato da parte British Antarctic Survey (al tempo ancora chiamato "Falkland Islands Dependencies Survey", FIDS) durante ricognizioni effettuate nel periodo 1948-50. In seguito esso è stato così battezzato dal Comitato consultivo dei nomi antartici in onore del tenente comandante Howard J. Walter, un pilota della marina militare statunitense, che fece parte della squadriglia VXE-6 durante le operazioni Deep Freeze svolte nel 1970 e nel 1971.